# 트럭 터미널
트럭 터미널(truck terminal)은 트럭의 종점이란 의미를 갖는 단어로 노선 운행차인 대형 트럭과 집배차인 소형 트럭의 화물을 옮겨 싣는 장소이다. 거기에는 화물의 구분이나 옮겨 싣는 하역 작업을 하기 위한 홈과 자동차의 운행 관리를 하는 사무소가 설치되고 또 하역 시설로서의 컨베이어나 호이스트, 지게차 등이 갖추어져 있다. 대도시 교외의 간선도로 근방에 유통 센터를 만들고 거기에 병설시키면 그 효과가 커진다.